# Chiesa di Sant'Ambrogio (Treville)
La chiesa di Sant'Ambrogio è la parrocchiale di Treville, in provincia di Alessandria e diocesi di Casale Monferrato; fa parte dell'unità pastorale Beato Piergiorgio Frassati.

## Storia
La prima citazione di una chiesa a Treville, filiale della pieve di San Cassiano, risale al 1299; la dedicazione a sant'Ambrogio è invece attestata a partire dal 1348.

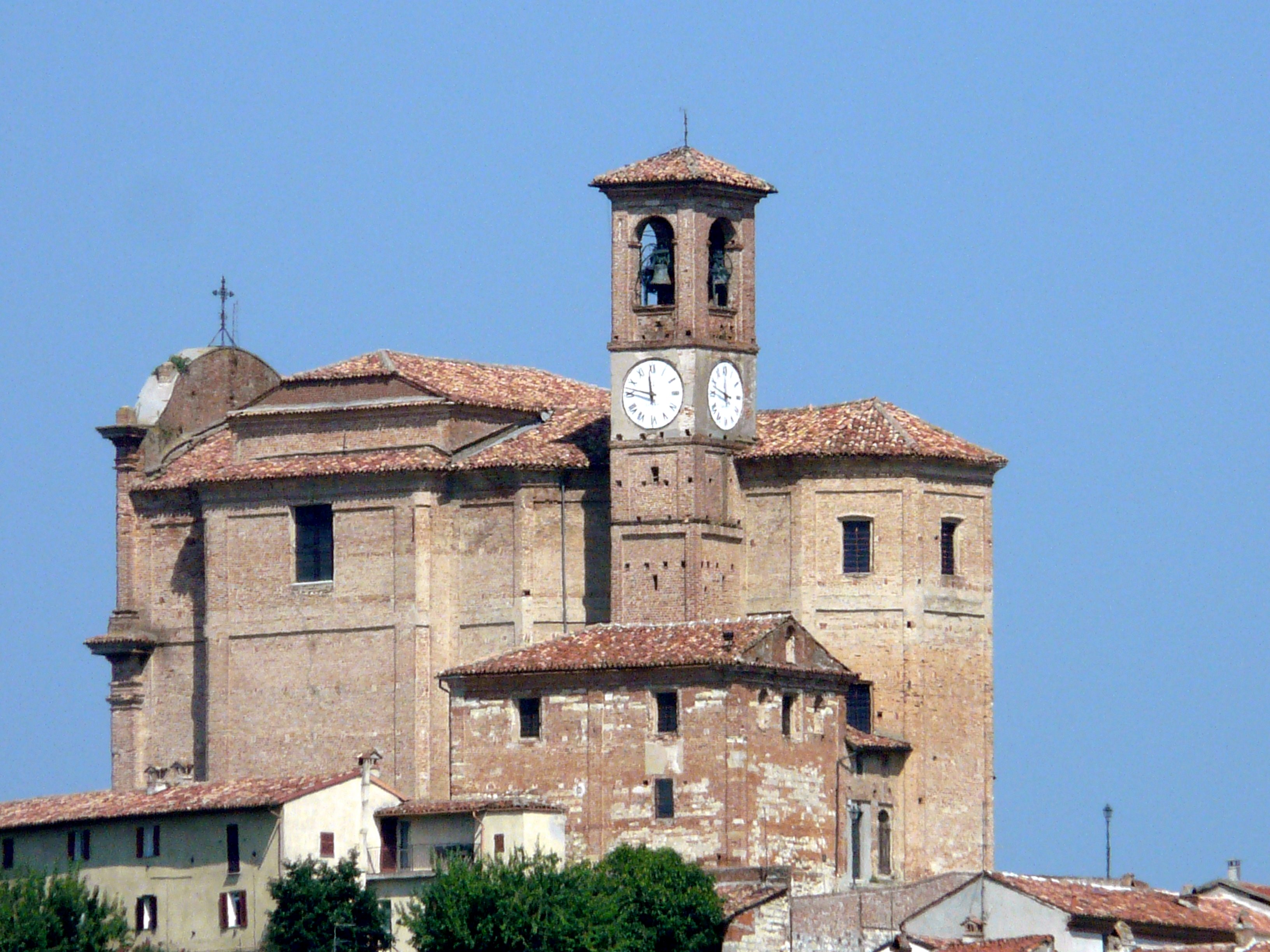
La chiesa vista da un'altra posizione

Nel XV secolo, quando le pievi cominciarono a perdere le loro originarie funzioni, la chiesa di Treville divenne parrocchiale; nel 1474 la chiesa, già compresa nell'arcidiocesi di Vercelli, passo alla neo-costituita diocesi di Casale Monferrato.

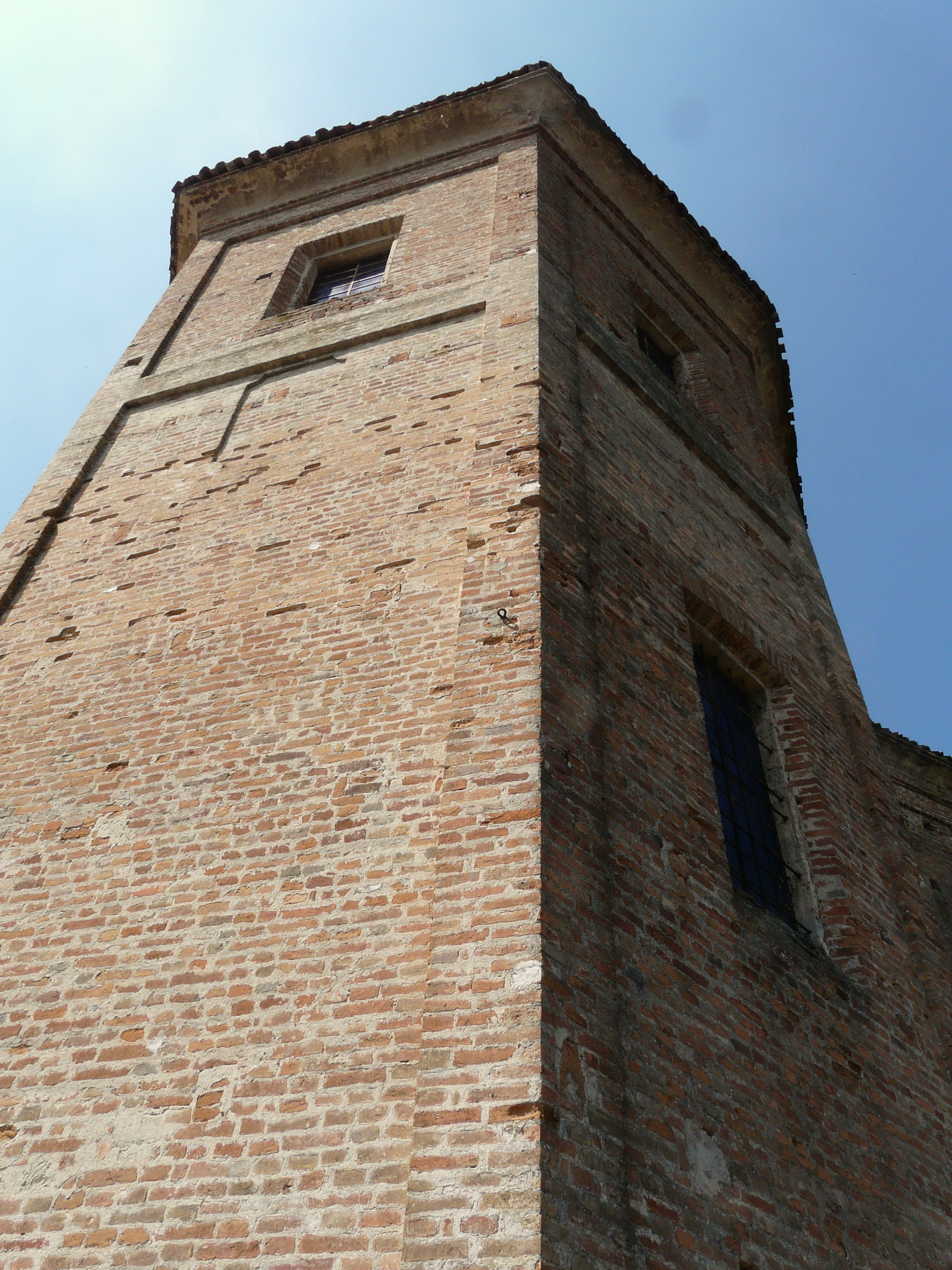
L'abside

Nel 1765 tale edificio era ormai insufficiente a soddisfare le esigenze della popolazione e, così, il vescovo di Casale Monferrato Giuseppe Luigi Avogadro suggerì la sua riedificazione; a tale scopo a partire dal 1766 gli abitanti del borgo si imposero una tassa per finanziare l'opera.
Il progetto venne affidato a Evasio Andrea De Gioanni e la prima pietra dell'attuale parrocchiale fu posta il 29 settembre 1772; fino al 1778 i lavori vennero supervisionati dal capomastro Giovanni Antonio Notaro, sostituito in quell'anno da Giacomino Manfrini.
Portata a termine sul finire del 1781, la chiesa fu consacrata il 25 luglio del 1782 dal già citato vescovo Avogadro.

## Descrizione

### Facciata
La facciata della chiesa è suddivisa in due registri, entrambi tripartito da quattro lesene; nell'ordine inferiore si aprono il portale d'ingresso, sovrastato da una lapide, e due nicchie, in quello superiore una finestra e a coronare il tutto è il timpano di forma curivilinea.

### Interno
Opere di pregio conservate all'interno, le cui pareti sono scandite da delle lesene sorreggenti una trabeazione caratterizzata da dentellatura, sono l'altare maggiore, risalente al XVIII secolo e composto da armi policromi, le pale raffiguranti Sant'Ambrogio intento a scrivere il De officina ministrorum, la Gloria di San Francesco Saverio e il Matrimonio celeste di Santa Caterina da Siena (le ultime due forse dipinte da Orsola Caccia nel XVII secolo), la tela avente come soggetto la Pentecoste, la statua del Sacro Cuore di Gesù, la pala ritraente il Crocifisso invocato dalle anime purganti, situata sull'altare del Crocifisso, il dipinto del Battesimo di Gesù, eseguito da Mario Surbone nel 1948, e l'organo costruito dalla ditta Tamburini.